# Łączna (Mieroszów)
Łączna (deutsch Raspenau) ist ein Ort in der Stadt- und Landgemeinde Mieroszów im Powiat Wałbrzyski der Woiwodschaft Niederschlesien in Polen. Es liegt vier Kilometer westlich von Mieroszów (Friedland in Schlesien).

## Geographie
Łączna liegt an einer Nebenstraße, die von Różana entlang der Grenze zu Tschechien nach Chełmsko Śląskie führt. Nachbarorte sind Kochanów und Kowalowa im Nordosten, Różana, Mieroszów und Nowe Siodło im Westen, Golińsk im Südosten und Krzeszówek sowie Gorzeszów im Nordwesten. Jenseits der Grenze zu Tschechien, das über den Grenzübergang Mieroszów–Meziměstí erreicht wird, liegen im Süden Libná, Zdoňov und Adršpach sowie die Adersbach-Weckelsdorfer Felsenstadt.

## Geschichte
Die Besiedlung des oberen Steinetales, das damals zum Glatzer Land gerechnet wurde, erfolgte um 1250 durch das ostböhmische Benediktinerkloster in Politz. Erstmals erwähnt wurde Raspenau im Jahre 1350 in einer Aufzählung der zum böhmischen Burgbezirk der Freudenburg gehörenden Ortschaften. Zusammen mit der Freudenburg gelangte es 1359 an das Herzogtum Schweidnitz. Nach dem Tod des Herzogs Bolko II. fiel es 1368  erbrechtlich an Böhmen, wobei dessen Witwe Agnes von Habsburg bis zu ihrem Tod 1392 ein Nießbrauch zustand. Während der Hussitenkriege wurde Raspenau zerstört und in den nachfolgenden Jahrzehnten wieder aufgebaut. 1548 gehörte es zur Herrschaft der Hochberg (Hoberg, Hohberg) auf Fürstenstein, die den Ort wieder aufbauten. 1582–1585 wütete die Pest. Am Ende des Dreißigjährigen Kriegs war Raspenau unbewohnt und wüst, 1694 vernichtete ein Feuer acht Häuser. 1667–1700 gehörte Raspenau dem Maximilian Hochberg auf Schloss Göhlenau und damit zur Herrschaft Friedland, danach wieder zur Herrschaft Fürstenstein. Es war nach Friedland gepfarrt und gehörte bis 1654 zum Erzbistum Prag.
Nach dem Ersten Schlesischen Krieg fiel Raspenau zusammen mit Schlesien 1742 an Preußen. Im selben Jahr wurde eine evangelische Schule errichtet. Nach der Neugliederung Preußens gehörte Raspenau seit 1815 zur Provinz Schlesien und war ab 1816 dem Landkreis Waldenburg eingegliedert, mit dem es bis 1945 verbunden blieb. 1840 bestand Raspenau aus 472 Einwohnern, 1876 befanden sich  in Raspenau 22 Hauswebstühle. 1934 wurde Rosenau nach Raspenau eingemeindet. Für das Jahr 1939 sind 444 Einwohner in Raspenau nachgewiesen.
Als Folge des Zweiten Weltkriegs fiel Raspenau 1945 wie fast ganz Schlesien an Polen und wurde in Łączna umbenannt. Die deutsche Bevölkerung wurde vertrieben. Die neuen Bewohner waren zum Teil Heimatvertriebene aus Ostpolen. Wegen der abgelegenen Lage verließen viele der neu angesiedelten Bewohner Łączna wieder, wodurch zahlreiche Häuser dem Verfall preisgegeben wurden. 1975–1998 gehörte Łączna zur Woiwodschaft Wałbrzych (deutsch Waldenburg).